# Йован Жуйович
Йован Жуйович (серб. Јован Жујовић; 18 жовтня 1856, Брусниця, Сербське князівство (нині громада Горні-Мілановац, Моравицький округ, Сербія) — 19 липня 1936, Белград, Королівство Югославія) — сербський політичний та державний діяч, сенатор, дипломат, вчений, геолог, мінералог і палеонтолог, педагог, професор, ректор Белградської вищої школи (нині Белградський університет) (1896—1897). Президент Сербської королівської академії наук і мистецтв (1915—1921).

## Біографія
Закінчив факультет філософії Белградської вищої школи (нині Белградський університет), пізніше вивчав антропологію в Парижі. Повернувшись у країну, отримав посаду на кафедрі мінералогії у Вищій школі Белграда, в 1883 році став професором. Ректор Белградської вищої школи (1896—1897).
Проводив дослідження в галузі геології, палеонтології та антропології Сербії. У 1880—1900 роках підготував першу геологічну карту Сербії. Автор основних підручників з геології Сербії.
Заснував Геологічний інститут при Белградській вищій школі (нині Белградський університет) (1889).
Того ж року заснував перший геологічний журнал у країні «Геологічний аналіз Балканського півострова», в 1891 році став засновником Сербського геологічного товариства природи в Белграді. Один із засновників Музею сербської землі. Колекція Й. Жуйовича стала основою для створення цього музею (нині Музей природи в Белграді).
Один із засновників у 1887 році Королівської академії наук і мистецтв Сербії. Президент Сербської королівської академії наук і мистецтв (1915—1921).
Із 1901 року брав участь у політичній діяльності. Був обраний в Сенат (1901). Призначений міністром освіти у справах конфесій (із 16 травня по 30 липня 1905 і з 11 жовтня 1909 по 12 вересня 1910). Міністр закордонних справ Сербії (із 30 липня по 2 грудня 1905).
Під час Першої світової війни як спеціальний посланник перебував у Парижі з місією організації шкіл для сербських біженців та збору допомоги.
Й. Жуйович був членом Югославської академії наук (із 1886), Угорського геологічного товариства (із 1886), Київського природничо-наукового товариства (із 1887) та Угорської академії наук (із 1894).

## Нагороди
- орден Святого Сави 1 та 3 ступенів,
- Орден Білого орла (Сербія) 4 ступеня,
- Хрест Милосердя (Королівство Сербія),
- Кавалер Ордена Почесного легіону,
- Орден «За цивільні заслуги» (Болгарія).

У його честь названі деякі[які?] скам'янілості. Входить до сотні найвизначніших сербів.

## Вибрана бібліографія
- Geologische Uebersicht des Koenigreiches Serbien, 1886, Відень;
- Петрографска минералогија, 1887;
- Петрографија -{I-III}-, 1889, 1895;
- Основи за геологију Краљевине Србије, 1889;
- Sur les roches éruptives de la Serbie, 1893, Париж;
- Sur les terrains sédimentaires de la Serbie-, 1893, Париж;
- Геологија Србије. 2 т., 1893, 1900;
- Геолошка грађа околине села Бољетина, 1921;
- Поуке з геологије, 1922;
- Општа геологија, 1923;
- Les roches eruptives de la Serbie, 1924;
- Постање земље і наше домовине. 2 т., 1927, 1929;
- Снабдевање села приводом. Извори і бунари, 1931.